# هیلدبورگهاوزن
هیلدبورگهاوزن (به آلمانی: هیلدبورگ‌هاوزن) یک شهرک و شهر در آلمان است که در هیلدبورگهاوزن واقع شده‌است.

## خصوصیات
هیلدبورگهاوزن ۱۲٬۲۸۴ نفر جمعیت دارد.

## خواهرخوانده
شهرهای کیژواردا، وورسلن و شواباخ خواهرخوانده‌های هیلدبورگهاوزن هستند.